# Enemigos públicos (programa de televisión)
Enemigos públicos fue un programa de medianoche peruano producido por el comunicador y reportero de espectáculos César Seijas para la cadena Panamericana Televisión.
El programa inicialmente fue conducido por los presentadores Aldo Miyashiro y Beto Ortiz, e incluyeron participaciones de personalidades televisivas. Tras la salida de Ortiz, el programa se emitió a través de las otras versiones La banda del Chino, Ocho locos y ¡Habla, Chino! para los canales América Televisión y Willax Televisión durante finales de 2010 y los años 2020.

## Historia

### Enemigos íntimos
Enemigos íntimos es el primer programa de Aldo Miyashiro como presentador, transmitido en 2008 bajo el canal Frecuencia Latina, que recurrió el estilo irreverente a los reportajes del programa. Se centró en comentarios de la farándula, entretenimiento, y temas coyunturales, además de deportes, política y reportajes de investigación. En su primera temporada fue producido por el comunicador Martín Suyón, y conducido a lado del periodista y escritor Beto Ortiz; cuya audiencia marcó el reemplazo al entonces ocupado espacio La ventana indiscreta, para extender su horario de lunes a viernes.
Contó con el apoyo de Mónica Cabrejos como copresentadora durante unos meses.
Debido al cambio de directiva de Baruch Ivcher por Javier Urrutia en 2010, se realizaron modificaciones como la separación de Ortiz. En una declaración en vivo, Miyashiró indicó que el gerente general quería intervenir los contenidos del programa como, por ejemplo, no investigar el controversial caso sobre la propiedad de América Televisión, ni opinar sobre el periodista Jaime Bayly. En consecuencia, tuvo una reacción negativa por parte de Beto Ortiz y Aldo Miyashiro. Posteriormente, renunció al programa junto al equipo de producción.

### Producción deEnemigos públicos
En 2010, Miyashiro y Ortiz migraron al canal Panamericana bajo el nombre de Enemigos públicos. Según Valia Barak, el dúo fue convocado como estrategia para «calentar más la antena» y recuperar la audiencia del horario nocturno. Sin embargo, en agosto de este año, el gerente general Federico Anchorena despedió a Ortiz por comentarios despectivos hacia Jaime Bayly y la familia Schütz, anteriores dueños del canal, luego de emitirse un reportaje sobre la reciente vivienda y las recientes adquisiciones de este primero.
El programa continúo bajo la conducción de Aldo Miyashiro, mientras que Ortiz solo tuvo apariciones espontáneas.
En octubre de 2010, tras desacuerdos con el canal por un reportaje sobre Alan García, se reestrenó nuevamente con la mitad de la producción original y prosiguió con Miyashiro en la conducción. Además le acompaña la periodista española Verónica Homs y Cabrejos nuevamente. Contó con nuevos integrantes en la producción como Martín Arredondo (ATV noticias), María Eugenia Guevara (A primera hora) y Lucho Cáceres. Meses más tarde, Homs se despidió del programa.
En febrero de 2011, se sumó al programa el cómico Melcochita, para agregarle el sarcástico humor al programa. Al mismo tiempo, Miyashiro y Cabrejos se convirtieron en presentadores y conductores de este espacio. Dicha dupla permaneció hasta 2012.
Luego en el 2013, el programa se reestructuró otra vez, ingresando al programa Sandra Vergara a la conducción junto a Miyashiro.
Para sus últimas temporadas, el equipo de reporteros estuvo conformado por César Seijas, Daniela Cilloniz, Jorge Gutiérrez, Gyofred Muñoz y Víctor Hugo Dávila. Sin embargo, la producción tomó acciones para retirar a Hugo Dávila en octubre de 2013 tras un escándalo personal emitido en otro programa de espectáculos, que inclusive la expresentadora Cabrejos tildó al programa de «nido de víboras».
Tras cinco años de emisión el programa llegó a su fin el 14 de diciembre de 2014.

## Elenco
| Integrante         | Estadía en Enemigos públicos | Rol                              | Estadía en los otros programas                                                                                        | Ref.          |
| ------------------ | ---------------------------- | -------------------------------- | --- | ------------- |
| Aldo Miyashiro     | 2008-2014                    | Presentador                      | - La batería del Chino (2015-2016) - La banda del Chino (2017-2024) - Ocho locos (2025) - ¡Habla, Chino! (desde 2025) |               |
| Beto Ortiz         | 2008-2010                    | Presentador                      | |               |
| Mónica Cabrejos    | 2011-2012                    | Copresentador                    | |               |
| Martín Arredondo   | 2010-2014                    | Reportero y presentador interino | - La batería del Chino (2015-2016) - La banda del Chino (2017-2024)                                                   |               |
| Víctor Hugo Dávila | 2012-2014                    | Reportero y presentador interino | - La batería del Chino (2015-2016) - La banda del Chino (2018-2024) - Ocho locos (2025) - ¡Habla, Chino! (desde 2025) |               |
| Sandra Vergara     | 2013-2014                    | Copresentadora                   | - La banda del Chino (2021)                                                                                           |               |
| César Seijas       | 2013-2014                    | Reportero y presentador interino | - La batería del Chino (2015-2016) - La banda del Chino (2017-2024)                                                   |               |
| Daniela Cilloniz   | 2013-2014                    | Reportera                        | - La batería del Chino (2015-2016)                                                                                    |               |
| Julián Zucchi      | 2014                         | Panelista                        | | [ 31 ] [ 32 ] |
| Yiddá Eslava       | 2014                         | Panelista                        | | [ 33 ] [ 34 ] |
| Viviana Rivasplata | 2014                         | Copresentadora                   | - La batería del Chino (2015-2016)                                                                                    | [ 35 ]        |
| Gabriela Rodríguez | 2014                         | Reportera                        | - La batería del Chino (2015-2016) - La banda del Chino (2017-2024) - ¡Habla, Chino! (desde 2025)                     |               |

## Recepción
En su debut alcanzó los 7.9 puntos de audiencia.
En su estreno para Panamericana alcanzó los 9.9, que superó al reemplazo de este en Frecuencia Latina, 90 segundos.

## Controversias
El programa generó controversias en sus reportajes críticos a temas de actualidad. El más destacado fue la selección panelistas en el tema de la subcultura emo que descubrió el dominical Panorama en marzo de 2008, al evidenciar intencionalmente a una asistente de producción. En consecuencia, los conductores se disculparon públicamente.
También existió rivalidad con Jaime Bayly, que compitió por alta la rentabilidad del mismo canal; el foco del periodista y escritor trajeron mucha polémica. Además que se tomaron temas de farándula, para quitarle protagonismo a Magaly Medina. Por otro lado, compartieron denuncias del programa concurso Bailando por un sueño, debido a que el canal Frecuencia Latina no se responsabilizó de la emisión de las mismas; además, su conductora Gisela Valcárcel anunció que no tomará medidas legales.
Beto Ortiz fue quien generó críticas de las personalidades televisivas por sus declaraciones ofensivas. Con la separación de Ortiz de Frecuencia Latina, el Consejo de la Prensa Peruana calificó al programa de «censura» por su proceso inmediato.
En octubre de 2010, el periodista César Pereira, reportero del programa, renunció y denunció que Panamericana TV vetó un reportaje suyo que iba a emitirse en el programa del día martes 12 de octubre por la noche, donde se mostraba la agresión física del entonces presidente de la república Alan García a un joven muchacho al interior de un hospital público limeño. Junto a Pereira, renunciaron el productor, los reporteros, y gran parte del equipo técnico de producción por el mismo motivo. Estos acusaron que fue un atentado autoritario contra la libertad de expresión por parte de la cadena. Miyashiro se quedó con la escasa mitad de la producción. Esto marcó por completo el final de la esencia original de Enemigos íntimos.
En 2011, generó críticas de la prensa al invitar a un hincha de Universitario de Deportes involucrado en un homicidio con otro de Alianza Lima.

## Producciones relacionadas
Panamericana continuó produciendo contenido con Miyashiro y al año siguiente, en 2015, condujo La batería, con el mismo equipo y el formato, que duró hasta diciembre de 2016.
En 2017, Miyashiro y su equipo emigraron a América Televisión para hacer La banda del Chino, con el mismo formato. El programa finalizó en 2024, con la salida de César Seijas de la producción y la renovación de Miyashiro en un futuro programa. El programa siguiente fue Ocho locos, que solo permaneció en emisión unas semanas, tras lo cual Miyashiro anunció su salida del canal.
En 2025, Miyashiró confirmó que el resto del equipo se había mudado a Willax Televisión para presentar el nuevo programa de medianoche ¡Habla, Chino!. Ese mismo año, Miyashiro anunció que iba a representar una obra de teatro con Beto Ortiz basada en sus experiencias televisivas.

## Premios y nominaciones
| Año  | Premio                       | Categoría     | Resultado | Ref.   |
| ---- | ---------------------------- | ------------- | --------- | ------ |
| 2011 | Premios Luces de El Comercio | Mejor magacín | Nominado  | [ 70 ] |